# Запис крст (Бољаре)
Запис крст (Бољаре) се налази на парцели чији је власник Село Бољаре.

## Локација
| Општина             | Власотинце                                                                  |
| Катастарска општина | Бољаре                                                                      |
| Потес               | Чесма                                                                       |
| Координате          | 42° 58′ 22″ С; 22° 10′ 02″ И / 42.972700000000003° С; 22.167100000000001° И |
| Надморска висина    | 294m                                                                        |

## Карактеристике
Дендрометријске вредности утврђене на терену и сателитским снимцима:
| Стабло                     | Крст |
| Висина стабла              | m    |
| Обим дебла                 | m    |
| Пречник крошње             | 0m   |
| Пречник дебла              | m    |
| Висина дебла до прве гране | m    |

## База записа
Запис је у оквиру Викимедија пројекта "Запис - Свето дрво" заведен под редним бројем 1257.